# گذرگاه افقی

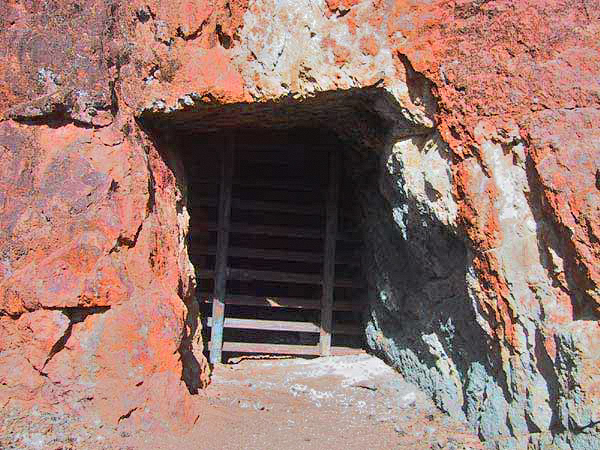
روزدی یک گذرگاه افقی در آمریکا

گذرگاه افقی (به انگلیسی: Adit) گذرگاهی که به‌طور افقی به داخل دامنه تپه‌ای هدایت شده و این امر به منظور استخراج یک ماده معدنی مانند زغال انجام گرفته‌است.